# Arthur (Dakota Północna)
Arthur – miasto w Stanach Zjednoczonych, w stanie Dakota Północna, w hrabstwie Cass.